# Gruta de Jeita
A gruta de Jeita (em árabe:  مغارة جعيتا‎), é um complexo de duas cavernas de pedra calcária cárstica, separadas mas ao mesmo tempo interligadas, totalizando um comprimento de aproximadamente 9 km, no Líbano. As grutas ficam no valle de Nahr al-Kalb na localidade de Jeita, a 18 km a norte da capital libanesa Beirute. Embora habitada na pré-história, a caverna inferior foi descoberta em 1836 pelo reverendo William Thomson e só pode ser visitada em pequenos barcos, pois está submersa pelos canais de um rio subterrâneo que abastece de água potável mais de um milhão de libaneses.
Em 1958, espeleólogos libaneses descobriram as galerias superiores de 60 m por cima da caverna inferior. Estas foram ligadas com um túnel de acesso e uma série de passadeiras para que os visitantes tenham um acesso seguro sem alterar a paisagem natural. Na parte alta desta caverna tem uma das maiores estalactites do mundo, que ao mesmo tempo é composta por uma série de divisões que têm picos de aproximadamente 120 metros de altura.
Além de ser um símbolo nacional do Líbano e um destino turístico por excelência, a gruta de Jeita desempenha um papel social, económico e cultural importante e foi finalista no concurso das 7 Novas Maravilhas da Natureza, em votação pela Internet.